# Eletra Industrial
A Eletra Industrial LTDA é uma empresa brasileira pertencente ao Grupo da Auto Viação ABC, com sede em São Bernardo do Campo, São Paulo.

## História
Fundada no ano de 1988, pelos irmãos Maria Beatriz e João Antônio Setti Braga, que durante uma viagem à Itália na década de 80, viram vários veículos urbanos do tipo trólebus, que faziam o transporte de turistas na cidade de Florença, e ao retornarem ao Brasil, decidiram aplicar esta tecnologia aos ônibus da família Braga. Para isto contrataram o engenheiro eletricista Antônio Vicente Souza e Silva, que participou do projeto dos primeiros trólebus com controle eletrônico no Brasil no início dos anos 90. Organizaram uma equipe, formando a Eletra.

## Ônibus Híbrido
Durante os estudos, Vicente concluiu que ônibus movidos exclusivamente a bateria eram inviáveis devido ao peso excessivo que os mesmas apresentavam. Chegou-se ao consenso que uma forma híbrida seria mais adequada, pois aliava a redução da emissão de poluentes, autonomia e desempenho satisfatórios.
Assim no ano de 1999 a empresa produziu o primeiro ônibus elétrico-híbrido do mundo, um articulado de 18 metros e capacidade para até 170 passageiros.
No ano de 2003, durante a equivocada decisão da Prefeitura de São Paulo de substituir a frota de trólebus por ônibus híbridos, a Eletra forneceu 15 veículos de 15 metros e dois eixos dianteiros direcionais, equipados com ar condicionado para a cidade. Parte destes veículos atualmente circulam no Expresso Tiradentes.
A Metra também possui 12 ônibus híbridos.

## Trólebus
Em 2003 foram fabricados 22 trólebus para o sistema da Metra. Os veículos possuem carroceria Busscar, piso baixo, ar condicionado e um moderno sistema de controle eletrônico de tração do tipo Chopper à IGBT, desenvolvido dentro da própria Eletra.
Em 2007, a empresa fechou contrato para a fabricação e montagem de equipamentos eléticos em 60 trólebus para a Stagecoach, operadora de ônibus da cidade de Wellington, na Nova Zelândia. Tais veículos dispõem de avançadas tecnologias como alavancas pneumáticas e baterias que permitem o veículo andar cerca de 3 km desconectado da rede elétrica.
Em 2008, 2 trólebus Induscar Millennium com chassi Mercedes-Benz, sendo um para o sistema da Metra, e outro para a empresa Himalaia Transportes, da cidade de São Paulo. Estes veículos marcaram a entrada da empresa no segmento de corrente alternada, com Inversor de tração desenvolvido pela empresa. Também foi convertido um trólebus de corrente contínua para corrente alternada a título de testes.
No ano de 2011 a empresa recebeu uma encomenda para integração de sistema de 78 trólebus para a Ambiental Transportes Urbanos, operadora de trólebus de cidade de São Paulo. Em 2012 fechou novo contrato para a produção de mais 50 veículos, totalizando 128.
Nos mesmos anos a empresa converteu dois ônibus articulados movidos a diesel em trólebus. Tais veículos circulam no corredor São Mateus-Jabaquara, operado pela Metra.